# 黑灵官
《黑灵官》（英語：The Black Enforcer）是由何梦华执导的香港電影，由唐菁、田丰等領銜主演的电影。该电影主要讲述两个原本是朋友的人，因为一些原因而成为了仇家，最后同归于尽的故事。。

## 劇情簡介
宫天龙个关云飞原本是同一师门，后因为关云飞成为了强盗，而抓住关云飞的正是其朋友，因为肤色黝黑而被称为“黑灵官”的宫天龙。
在这之后，由于当天风雪交加，于是宫天龙超带着关云飞来到了自己家，让他再自己家留宿一晚上。
然而当天关云飞的同伙来救他，并且他们还杀死了宫天龙的全家，以及陷害宫天龙，从而导致宫天龙在狱中被关了十五年，而这十五年导致其成为了瞎子，肤色和声音都发生了变化。
其后，出狱的他自然要去报复，并且也曾想过杀死关云飞的儿女。而后，宫天龙和关云飞最终同归于尽。

## 演员表
- 田丰
- 秦萍
- 汪萍
- 赵雄
- 黄青云
- 唐菁
- 董力

## 備註
1. ↑  .   [2022-02-09]. （原始内容存档于2022-02-09）.
2. ↑  《中国电影大辞典》中的说明，出版社为上海辞书出版社
3. ↑  .   [2022-02-09]. （原始内容存档于2022-02-13）.

## 相關連結
- 豆瓣电影上《黑灵官》的資料 （简体中文）
- 互联网电影数据库（IMDb）上《黑灵官》的资料（英文）
- 香港影庫上《黑灵官》的資料（繁體中文）